# یونها
یونها (به انگلیسی: Younha)با نام اصلی گو یون-ها (به انگلیسی: Go Yoon-ha) (زاده ۲۹ آوریل ۱۹۸۸) خواننده، ترانه‌سرا کره‌ای است.